# Hugo Boucheron
Hugo Boucheron (Lione, 30 maggio 1993) è un canottiere francese, vincitore della medaglia d'oro olimpica con Matthieu Androdias nel 2 di coppia a Tokyo 2020.

## Palmarès
- Giochi olimpici

Tokyo 2020: oro nel 2 di coppia.
- Mondiali

Campionati del mondo di canottaggio 2018: oro nel 2 di coppia
- Europei

Varese 2021: oro nel 2 di coppia.